# Fuego (DJ Snake, Sean Paul e Anitta)
Fuego è un singolo del DJ francese DJ Snake, del rapper giamaicano Sean Paul e della cantante brasiliana Anitta, pubblicato il 29 novembre 2019 come settimo estratto dal secondo album in studio di DJ Snake Carte blanche.

## Descrizione
Dodicesima traccia del disco, Fuego, che vede la partecipazione del produttore discografico portoricano Tainy, appartiene al dancehall e alla musica latina. Prodotto da DJ Snake e Tainy, è stato scritto da questi ultimi due con Camilo, Cris Chil, Donny Flores, Mike Sabath e Sean Paul.

## Accoglienza
Mike Nied di Idolator ha paragonato la canzone a Taki Taki del medesimo DJ del 2018.

## Video musicale
Il video musicale, girato nel mese di agosto 2019 e diretto da Colin Tilley, è stato reso disponibile il 10 ottobre successivo.

## Formazione
Musicisti
- Sean Paul – voce
- Anitta – voce

Produzione
- DJ Snake – produzione, missaggio
- Tainy – produzione

## Classifiche
| Classifica (2019) | Posizione massima |
| ----------------- | ----------------- |
| Belgio (Vallonia) | 80                |
| Portogallo        | 63                |